# Ucheliungs
Ucheliungs (auch: Kwannon, Kwannon-To, Ugeliungs) ist eine kleine Insel im Inselstaat Palau im Pazifischen Ozean.

## Geographie
Die Insel im Gebiet der Rock Islands liegt zusammen mit Ngerchebukl im Auslass der Ngerikuul Bay in den Pazifik. Die Insel liegt ganz im Süden im Kanal der Bucht am Rand des Omekang Reef. Nur schmale Kanäle trennen die Inseln jeweils voneinander und von Koror im Norden und Ulebsechel im Süden. Die Küstenlinie ist durch Mangrovenbestand und die zerklüftete Struktur der ehemaligen Riffkrone geprägt. Die Insel ist dicht bewaldet und unbewohnt.